# Callisthene microphylla

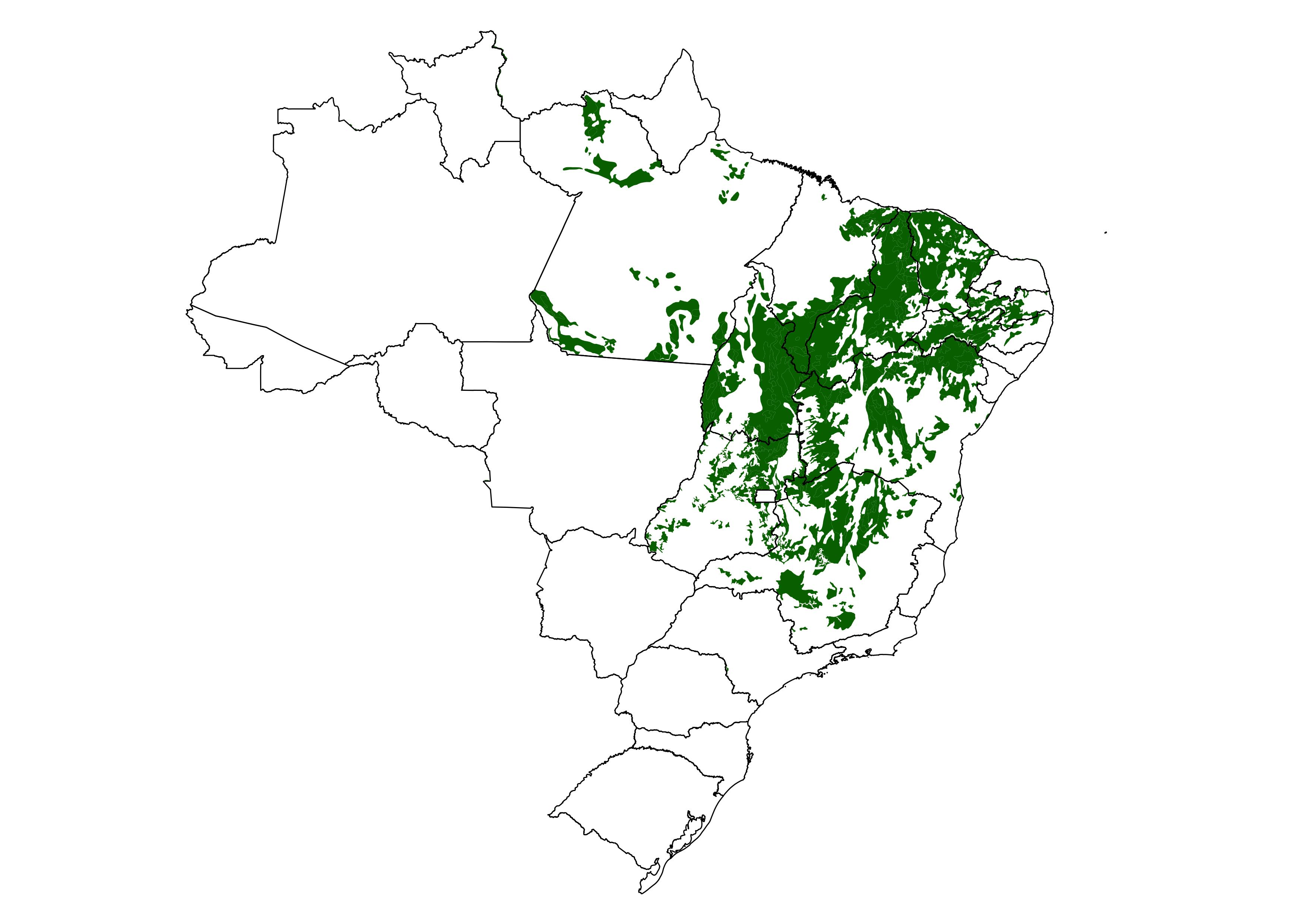
Locais mais prováveis de distribuição da espécie.

Callisthene microphylla Warmé um Arbusto/Árvore pertencente a família Botânica Vochysiaceae A.St.-Hil.. Nativa do Brasil, ocorrente nos biomas da Amazônia, Caatinga, Cerrado e Mata Atlântica, além de formações vegetais do tipo Caatinga (stricto sensu), Cerrado (lato sensu).